# Saffa (Ramal·lah)
Saffa (àrab: صفّا, Ṣaffā) és una vila palestina en la governació de Ramal·lah i al-Bireh, al centre de Cisjordània, situada 18 km a l'oest de Ramal·lah. Segons l'Oficina Central d'Estadístiques de Palestina (PCBS), tenia 4.865 habitants en 2016.

## Història
Hom ha proposat que Saffa és el Casale Saphet de l'època dels croats.

### Època otomana
En el primer cens otomà de 1525-1526 no era esmenada però en el de 1538-1539 Saffa era situada a la nàhiya d'al-Quds, i anomenada com a Mazra, o terra cultivada.
En 1838 fou registrada com a vila musulmana situada al districte de Beni Harith a l'oest de Jerusalem.
En 1870 Victor Guérin assenyalà que: «Aquesta vila ocupa un altiplà, que conté quatre-cents habitants. Algunes pedres, disperses o incrustades en edificis àrabs, i nombroses excavacions a la roca, com cisternes, tombes, pedreres i voltes subterrànies, demostra que l'actual Saffa va succeir a una antiga localitat.» Una llista de pobles otomans del mateix any va mostrar que Saffa tenia 200 habitants amb 67 cases, tot i que el nombre de població només incloïa homes.
En 1883 el Survey of Western Palestine del Fons per a l'Exploració de Palestina descriu Suffa: «Un petit llogaret alçat sobre una cresta, amb un pou d'aigua a l'est i un lloc sagrat cap al sud.»
En 1896 s'estimava la població de Safa en unes 564 persones.

### Època del Mandat Britànic
En el cens de Palestina de 1922, organitzat per les autoritats del Mandat Britànic, la població de Saffa era de 495 musulmans, incrementats en el cens de 1931 a 644 musulmans, en 143 cases.
En el cens de 1945 la població era de 790 musulmans, mentre que l'àrea total de terra era de 9,602 dúnams, segons una enquesta oficial de terra i població. D'aquests, 2,536 eren usats per a plantacions i terra de rec, 2,975 per a cereals, mentre 99 dúnams eren sòl edificat.

### Després de 1948
En la vespra de guerra araboisraeliana de 1948, i després dels acords d'armistici araboisraelians de 1949, Saffa fou ocupada pel regne haixemita de Jordània. Després de la Guerra dels Sis Dies de 1967 va romandre sota l'ocupació israeliana.